# Anastrepha mburucuyae
Anastrepha mburucuyae
 es una especie de insecto díptero que Blanchard describió científicamente por primera vez en el año 1961.
Esta especie pertenece al género Anastrepha de la familia Tephritidae.